# Dirección de Captación de Comunicaciones del Poder Judicial de la Nación
La Dirección de Captación de Comunicaciones del Poder Judicial de la Nación es la encargada de realizar las captación de comunicaciones con fines judiciales en Argentina. Está a cargo de la Corte Suprema de Justicia de la Nación y es la sucesora del Departamento de Intercepción y Captación de las Comunicaciones dependiente del Ministerio Público Fiscal.
La dirección implementará minería de datos para procesar las escuchas a la vez que tiene proyectado la interceptación de mensajes de aplicaciones móviles como Telegram y WhatsApp tal lo expresado por el presidente de la Corte Suprema Ricardo Lorenzetti.

## Autoridades
La Dirección General del organismo está a cargo del Presidente de la Cámara Nacional de Apelaciones en lo Criminal y Correccional Federal Dr. Martín Iruzun y como suplente el Dr. Javier María Leal de Ibarra (Presidente de la Cámara Federal de Apelaciones de Comodoro Rivadavia).
La designación de estas autoridades generó controversias debido a que no se pudo demostrar que se haya realizado por sorteo tal se manifestó, dado que diversos periodistas habían anticipado quién iba a ser la persona seleccionada.

## Normativa
La transferencia desde el Ministerio Público Fiscal se realiza mediante el Decreto 256/2015 mientras que la CSJN mediante la Acordada 2/2016 crea la Dirección.